# 경상북도안동의료원
경상북도안동의료원(慶尙北道安東醫療院, Gyeongsangbuk-do Andong Medical Center)은 경상북도 안동시에 위치한 경상북도청 산하의 공공병원이다.

## 연혁
- 1912년 : 안동자혜의원으로 창설
- 1925 : 경상북도안동병원으로 개칭
- 1983 : 지방공사 경상북도 안동의료원 개원
- 2006 : 경상북도안동의료원으로 명칭 개칭

## 진료과목
내과, 외과, 정형외과, 신경외과, 흉부외과, 성형외과, 안과, 산부인과, 이비인후과, 신경과, 피부과, 비뇨기과, 가정의학과, 치과, 진단검사의학과, 진단영상의학과, 마취통증의학과(수술실), 물리치료과